# Совет национальной безопасности Шри-Ланки
Совет национальной безопасности Шри-Ланки это исполнительный орган правительства Шри-Ланки, который отвечает за обеспечение национальной безопасности и уполномочен руководить вооружёнными силами и полицией. Совет создан в 1999 году.

## Структура
Члены Совета обороны являются:
Члены кабинета
- Президент (Глава совета)
- Премьер-министр
- Любой министр назначаемый Президентом

Должностные лиц
- Постоянный секретарь Президента
- Постоянный секретарь Министерства обороны

- Начальник штаба обороны
- Командующий армией
- Командующий Военно-морского флота
- Командующий ВВС
- Генерал-инспектор полиции
- Директор Службы государственной разведки